# Holcaspis
Holcaspis is een geslacht van kevers uit de familie van de loopkevers (Carabidae). De wetenschappelijke naam van het geslacht is voor het eerst geldig gepubliceerd in 1865 door Chaudoir.

## Soorten
Het geslacht Holcaspis omvat de volgende soorten:
- Holcaspis abdita Johns, 2003
- Holcaspis algida Britton, 1940
- Holcaspis angustula (Chaudoir, 1865)
- Holcaspis bathana Butcher, 1984
- Holcaspis bessabica Johns, 2003
- Holcaspis bidentella Johns, 2003
- Holcaspis brevicula Butcher, 1984
- Holcaspis brouniana (Sharp, 1886)
- Holcaspis catenulata Broun, 1882
- Holcaspis delator (Broun, 1893)
- Holcaspis dentifera (Broun, 1880)
- Holcaspis egregialis (Broun, 1917)
- Holcaspis elongella (White, 1846)
- Holcaspis falcis Butcher, 1984
- Holcaspis hispida (Broun, 1877)
- Holcaspis hudsoni Britton, 1940
- Holcaspis impigra Broun, 1886
- Holcaspis implica Butcher, 1984
- Holcaspis intermittens (Chaudoir, 1865)
- Holcaspis mordax Broun, 1886
- Holcaspis mucronata Broun, 1886
- Holcaspis obvelata Johns, 2003
- Holcaspis odontella (Broun, 1908)
- Holcaspis oedicnema Bates, 1874
- Holcaspis ohauensis Butcher, 1984
- Holcaspis ovatella (Chaudoir, 1865)
- Holcaspis placida Broun, 1881
- Holcaspis sinuiventris (Broun, 1908)
- Holcaspis sternalis Broun, 1881
- Holcaspis stewartensis Butcher, 1984
- Holcaspis subaenea (Guérin-Méneville, 1841)
- Holcaspis suteri (Broun, 1893)
- Holcaspis tripunctata Butcher, 1984
- Holcaspis vagepunctata (White, 1846)
- Holcaspis vexata (Broun, 1908)